# Marco Antonio Gozzadini

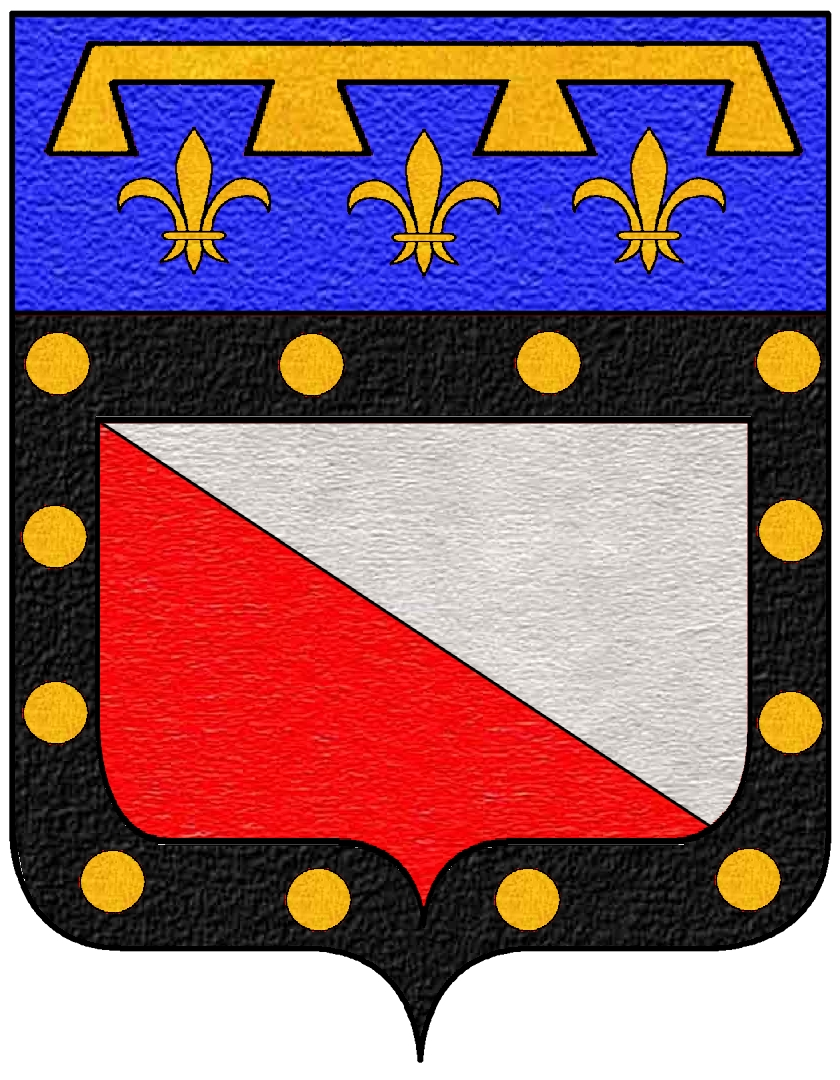
Stemma Gozzadini

Marco Antonio Gozzadini (Bologna, 1574 – Roma, 1º settembre 1623) è stato un cardinale e vescovo cattolico italiano.

## Biografia
Nacque a Bologna nel 1574, quinto di undici figli di Tommaso Gozzadini e Olimpia Bianchini, di famiglia patrizia bolognese. Era cugino del cardinale Alessandro Ludovisi poi papa Gregorio XV. Era prozio del futuro cardinale Ulisse Giuseppe Gozzadini. Fece i suoi studi allo studio di Bologna dove si laureò in utroque iure, sia in diritto canonico che civile, nel 1596. Aggregato al collegio de' Giudici, fu giudice collegiato a Bologna, nel 1596. Fu priore di S. Bartolomeo di Porta Ravegnana, patronato di sua casa, a Bologna nel 1615. Andò a Roma poco dopo in qualità di avvocato della Curia Romana nella quale esercitò negli anni dal 1616 al 1621. Essendo legale di grande dottrina, divenuto Primo Collaterale di Campidoglio, dal 1616 al 1621, si guadagnò somma reputazione. Il suo merito gli apriva una carriera luminosa, ma doveva come d'ordinario, giungere alla meta tra sudori e a lento passo. L'elezione il 9 febbraio del 1621 di Papa Gregorio XV suo amico e parente fu un balsamo salutare perché creato di galoppo Ciambellano privato o cameriere segreto di Sua Santità il 21 febbraio 1621, già canonico della patriarcale Basilica Vaticana , dal 1616 al 1621, il 21 luglio 1621 lo elevò al rango di cardinale  e fu nominato vescovo il 25 ottobre 1621 dallo stesso papa Gregorio XV. Consacrato vescovo il 13 marzo 1622 dal cardinale Ludovico Ludovisi. Fu vescovo di Tivoli (1621-1623), succedendo a Bartolomeo Cesi. Nel dimettersi dagli uffizi del Campidoglio, ebbe dalla città in segno di soddisfazione un donativo. Gregorio XV nello stesso anno 1621 lo provvide del pingue priorato di S. Angelo nella diocesi di Tivoli, di quello del monastero di S.Giovanni in Lauro il 14 ottobre 1621, nella diocesi di Malta, e nel 1622 di quello dell'abbazia di S.Basilide di Canaria dell'Ordine di S.Benedetto nella diocesi di Parma dal 1622.
Il 7 giugno 1623 fu eletto vescovo di Faenza, ove la popolazione lo aveva desiderato, succedendo a Monsignor Giulio Monterenzi.
Papa Gregorio XV, di cui era cugino e di cui fu cameriere segreto o cubicolario, lo elevò al rango di cardinale nel concistoro del 21 luglio 1621.Fu cardinale presbitero col titolo di S. Eusebio (1621-1623) che ricevette il 30 agosto 1621, mutato il 23 maggio 1623 in S. Agata in Suburra, succedendo al cardinale Jean de Bonsi. Fu Gran Maestro del Sovrano Ordine di Malta, eletto nel luglio del 1621. Fu eletto vescovo di Tivoli il 25 ottobre 1621, con dispensa per non aver ancora ricevuto il presbiterato. Consacrato vescovo Domenica 13 marzo 1622 dal cardinale Ludovico Ludovisi assistito da Galeazzo Sanvitale, arcivescovo di Bari e da Volpiano Volpi, arcivescovo di Novara. Il 16 marzo 1622 fu eletto prefetto facente funzione della segreteria dei Brevi. Fu nominato abate commendatario di S. Antonio a Genova il 30 agosto 1622. Optò per il titolo di S. Agata in Suburra che fu elevata a diaconia il 23 maggio 1623. Trasferito alla sede episcopale di Faenza, il 7 giugno 1623 ci rimase fino alla morte. Andato a Roma, partecipò al conclave del 1623, dopo la morte di Gregorio XV, suo benefattore, che elesse il 6 agosto papa Urbano VIII e lì morì poche settimane dopo. Fu cardinale presbitero di S.Agata alla Suburra dal 23 maggio al 1º settembre del 1623, succedendo al cardinale Luigi Capponi. Morì a Roma il 1º settembre 1623  verso l'una p.m. all'età di 49 anni. Lì fu sepolto in S. Maria della Valle. Era uomo di grandissime virtù.
Lasciò erede il fratello Francesco coll'obbligo di eleggersi un erede nella famiglia Gozzadini, sostituendo in mancanza delle linee di Bologna i Gozzadini già signori di Sifanto nella Grecia. Domenichino gli aveva fatto il ritratto, quadro che terminò in Inghilterra.

## Genealogia episcopale e successione apostolica
La genealogia episcopale è:
- Cardinale Scipione Rebiba
- Cardinale Giulio Antonio Santori
- Cardinale Girolamo Bernerio, O.P.
- Arcivescovo Galeazzo Sanvitale
- Cardinale Ludovico Ludovisi
- Cardinale Marco Antonio Gozzadini

La successione apostolica è:
- Cardinale Alessandro d'Este (1622)
- Vescovo Cristoforo Crisostomo Carletti, O.F.M. (1622)
- Vescovo Andrea Caputo (1622)
- Vescovo Giovanni de La Bronda (1622)
- Cardinale Ernst Adalbert von Harrach (1623)
- Arcivescovo Ottaviano Garzadori (1623)
- Vescovo Ovidio Lupari (1623)
- Vescovo Clemente Confetti (1623)
- Vescovo Giovanni Francesco Gandolfo (1623)
- Vescovo Pace Giordano (1623)
- Cardinale Federico Corner (1623)
- Arcivescovo Giulio Benigni (1623)
- Vescovo Francesco Buratti, O.P. (1623)